# П'єтро II Орсеоло
П'єтро II Орсеоло (італ. Pietro II Orseolo) (961 — †1009) — 26-й венеційський дож у 991—1009 роках. Дож почав політику приєднання до Венеції східних земель, яка тривала понад 500 років. Він розповсюдив вплив Венеції на хорватів і неретвян, звільнив венеційців від 50-річної сплати дані слов'янським піратам. Почав розширення території Венеції, спустошивши піратські бази на островах Ластово і Корчула, захопив їх місто Дубровник.

## Біографія
Належав до патриціанського роду Орсеоло. Син дожа П'єтро I Орсеоло і Феліції Маліп'єро, що мала родинні зв'язки з Бадоерами. Був одружений на Марії Кандьяно, доньці дожа Вітале Кандьяно. Перша документальна звістка про нього датується 20 грудня 982 року, коли він з'явився серед свідків акта дарування острова Сан-Джорджо-Маджоре бенедиктинським ченцям для заснування там монастиря.
991 року після відставники Трибуно Меммо обирається новим дожем. Цьому ймовірно сприяла належність до роду, союзного Священній Римській імперії, а з іншого боку був одружений на представниці роду Кандьяно. 992 року уклав договір з візантійським імператором Василем II, що воював з Болгарським царством, про перевезення візантійських військ на Балканах в обмін на хрисобул про комерційні привілеї венеційців в Константинополі. 19 липня того ж року отримав диплома з привілеями для венеційських купців від імператора Священної Римської імперії Оттона III. За цим торгівельні угоди було укладено з деякими єпископствами на материку, а саме з Тревізо, Ченедою та Беллуно. 997 року завдяки втручанню імператора Оттона III Венеція повернула собі місто Гераклею, перед тим захоплене Джованні II, єпископом Беллуно. При цьому дож змінив ім'я свого сина П'єтро на Оттоне.
У 997 році неретвяни посилили набіги на візантійські та венеційські міста, і встановили тісні зв'язки з хорватським королем Светославом Суронєю, який у той час боровся зі своїми двома братами за трон. Ці стосунки спричинили налаштування далматинських міст і Венеції проти Святослава. У 998 році Венеційська республіка, що формально лишалась під владою візантійського імператора, отримала контроль над візантійськими далматинськими містами, а 1000 року П'єтро II Орсеоло отримав титул дуки Далмації, отримавши під управління міста Крк, Осор, Раб, Зару, Трогір, Спліт, після чого захопив Біоград-на-Мору у хорватських королів Гойслава і Крешимира III. Також було надано притулок Суроні, який втік до Венеції.
9 травня 1000 року в морській битві з піратами біля міста Задар та здобуття контролю над усім Адріатичним морем поклали початок багатовіковій церемонії «Свято заручення венеційського дожа з Адріатичним морем». Без особливих труднощів його флот швидко підкорив узбережжя Адріатики від Істрії та північної Далмації — лише неретвяни чинили йому певний опір. У якості контратаки неретвяни викрали 40 провідних громадян Зари і захопили торгові кораблі з Апулії. Дож П'єтро II відправив 10 кораблів, які між островами Ластово і Сушаць несподівано напали на неретвян, що повертались додому і захопили їх у полон біля острова Кача. Венеційці утримували неретвянських бранців у Спліті. Неретвянські посланці прибули до тимчасової резиденції дожа в Спалато (Спліт), щоб домовитись про звільнення в'язнів. Вони гарантували, що сам неретвянський князь з'явиться зі своїми людьми і відмовиться від угоди 948 року, за яким венеційці платили данину за вільний прохід Адріатикою. Усім ув'язненим дозволили повернутися додому, за винятком 6, яких залишили в заручниках. Оскільки Ластово і Корчула продовжували протистояти венеційцям, П'єтро II Орсеол захопив Корчулу, а після довгих кровопролитних боїв було підкорено також і Ластово. Оскільки Ластово мало серед венеційців сумновідому славу затятого піратського притулку, дож наказав вивезти з острова його жителів і зруйнувати місто. Після того, як жителі Ластово відмовилися погодитися, венеційці напали і зрівняли його з землею. На честь цих перемог було започатковано найдавніше свято Венеції — Феста делла Сенса.
1001 року зустрівся з імператором Оттоном III у монастирі Сан-Дзаккарія, де обговорювалися імператорські ініціативи в Італії, але дож зумів зберегти нейтральну позицію, не ставлячи під загрозу дружні відносини з імператором.
1002 року призначив свого сина Джованні співдожем. 1003 року Джованні Орсеоло на чолі флоту у 100 галер вирушив на допомогу візантійцям в Барі, який взяли в облогу араби. Як подяку, у Барі було збудовано церкву Сан-Марко деї Венеціані. 1004 року було влаштовано шлюб сина Джованні з Марією (донькою патрикія Романа Аргира), яка двоюрідною небогою візантійського імператора Василя II. При цьому через дружину породичався з родом Склірів, з якої походила мати імператора Оттона III — Феофано. Але 1007 року під час епідемії чуми померли Джованні Орсеоло, його дружина Марія Аргир та син Базиліо. Тоді П'єтро II Орсеоло призначає іншого свого сина Оттоне своїм співдожем. 
1008 року дож помирає. Він залишив своє майно бідним та духовенству, був похований поруч із сином в атріумі церкви Сан-Дзаккарія.
У П'єтро II Орсеоло було 11 дітей. 1008 року донька Йоскела стала дружиною сина хорватського короля Крешимира III — Степана, син Енріко (хрещенник імператора Генріха II) був одружений з дочкою візантійського імператора Романа III. Інший — Оттоне — був одружений із сестрою угорського короля Іштвана I. Він же став наступником П'єтро на посаді дожа. Син Оттоне — П'єтро — пізніше став королем Угорщини. Для синів Орсо і Вітале було обрано церковну кар'єру: перший став патрціархом Градо у 1018 році (після смерті Вітале Кандьяно), другий — єпископом Торчелло після брата Орсо. Донька Фелічіта стала абатисою монастиря Сан-Джованні-Евангелиста в Торчелло, ще дві донькі (імя невідомі) також стали черницями. Діти молодшого сина П'єтро, Доменіко Орсеоло, оселилися в Равенні.